# Vicente Trueba
Pour les articles homonymes, voir Trueba.
Trueba  Pérez est un nom espagnol. Le premier nom de famille, en général paternel, est Trueba ; le second, en général maternel, souvent omis, est Pérez.
Vicente Trueba Pérez, né le 16 octobre 1905 à Sierrapando (es) et mort le 10 novembre 1986 à Cartes, est un coureur cycliste espagnol. Surnommé « la puce de Torrelavega », il fut le premier vainqueur du Grand Prix de la montagne du Tour de France, en 1933. Ses frères José, Manuel et Fermín, ont également été coureurs professionnels. 

## Palmarès

### Palmarès année par année
- 1929
  - Circuito Ribera de Jalón
  - 5e du Tour de Catalogne
- 1930
  - GP Pascuas
  - 3e du Tour de Santander
- 1931
  - 2e de la Subida a Urkiola
- 1932
  - 2e de la Clásica a los Puertos
  - 3e de Nice-Mont Agel
- 1933
  -  Grand prix de la montagne du Tour de France
  - 6e étape du Tour de Catalogne
  - Circuito Ribera de Jalón
  - 4e du Tour de Catalogne
  - 6e du Tour de France
- 1934
  - 10e du Tour de France
- 1935
  - Subida a Arantzazu
  - 3e du Trofeo Masferrer
- 1939
  - 3e du championnat d'Espagne sur route

### Résultats sur les grands tours

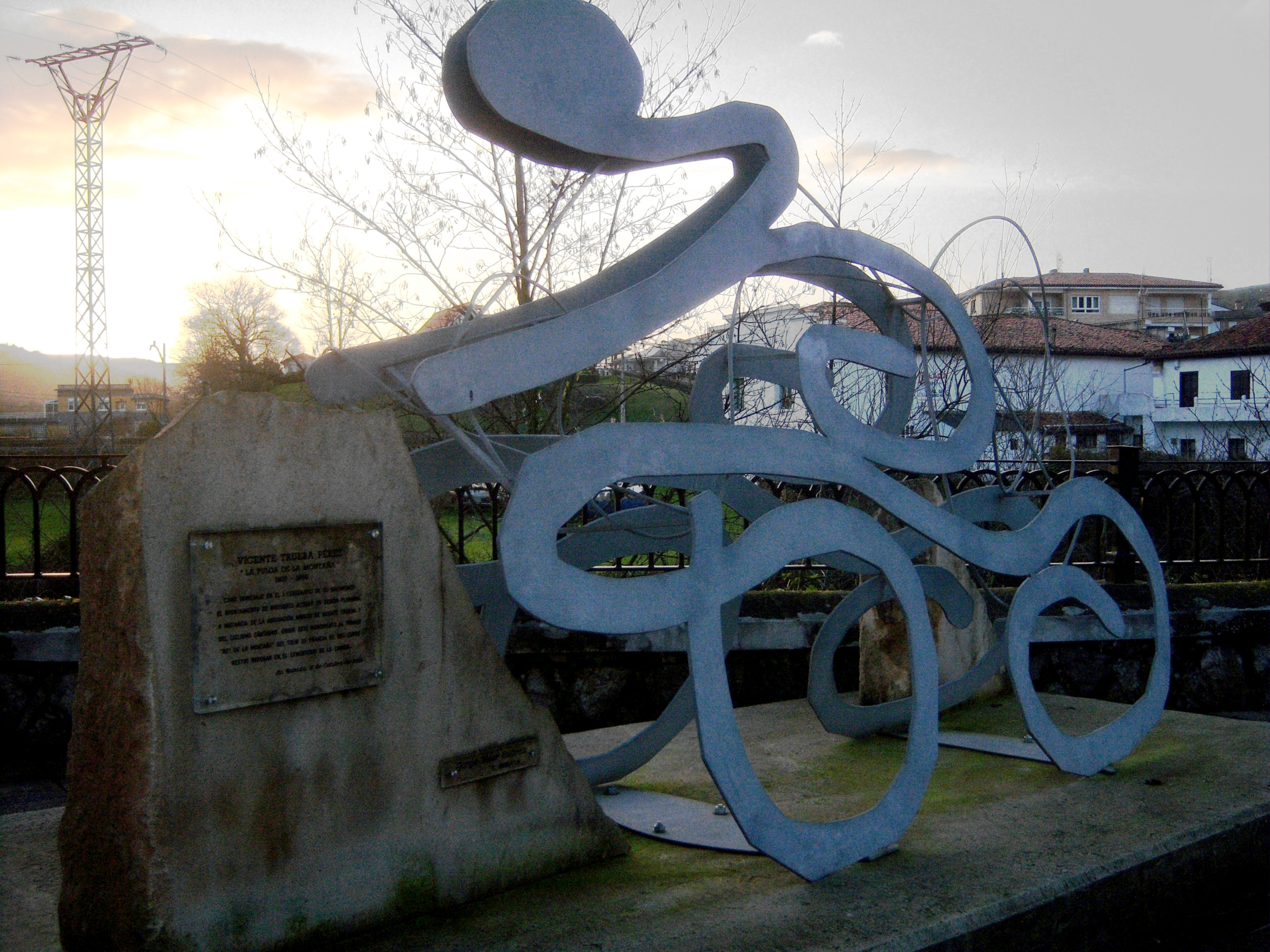
La tombe du cycliste

#### Tour de France
5 participations
- 1930 : 24e
- 1932 : 27e
- 1933 : 6e, vainqueur du  classement de la montagne
- 1934 : 10e
- 1935 : abandon (5ea étape)

#### Tour d'Italie
2 participations
- 1933 : 43e
- 1934 : 37e

#### Tour d'Espagne
2 participations
- 1935 : abandon (5e étape[1])
- 1936 : abandon (5e étape[2])